# Paul Meier (statystyk)
Paul Meier (ur. 24 lipca 1924 w Nowym Jorku, zm. 7 sierpnia 2011 tamże) – amerykański statystyk, profesor Uniwersytetu w Chicago. Współtwórca (wspólnie z Edwardem L. Kaplanem) estymatora Kaplana-Meiera, narzędzia służącego w badaniach medycznych do szacowania ilu pacjentów przeżyje daną terapię medyczną. 